# Mark Evans
Pour les articles homonymes, voir Evans et Mark Evans (homonymie).
Mark Whitmore Evans, né le 2 mars 1956 à Melbourne, est un bassiste australien.

## Biographie
Mark Evans joua pendant  deux ans, de 1975 à 1977 dans le groupe Finch (à ne pas confondre avec groupe homonyme de hardcore). En mars 1975, il rencontre les membres du groupe AC/DC alors à la recherche d'un bassiste plus expérimenté et intègre le groupe. Durant cette période, il y enregistre  High Voltage, T.N.T, Dirty Deeds Done Dirt Cheap, Let There Be Rock et l'EP '74 Jailbreak. Il part du groupe en 1977.
Cette année-là, il réintègre Finch, qui s'appellera alors Contriband, mais il n'y reste que jusqu'en 1979.
En 1980, Mark Evans rejoint le groupe de heavy metal Heaven. Il y restera jusqu'à la dissolution du groupe en 2000.
En 1999, il rejoint le groupe The Party Boys mais ce dernier se dissout la même année. Il ne fera alors partie d'aucun groupe jusqu'en 2011, année où il rejoint à nouveau les Party Boys reformés.
Il est aujourd'hui le bassiste de Rose Tatoo, groupe de hard rock légendaire Australien.